# 多瑙圣米克洛什
多瑙圣米克洛什（匈牙利語：Dunaszentmiklós）是匈牙利科马罗姆-埃斯泰尔戈姆州所辖的一个村。总面积7.77平方公里，总人口438，人口密度56.4人/平方公里（2011年1月1日）。